# Jogos de Inverno do Ártico de 2008
Os Jogos de Inverno do Ártico de 2008 foram a 20ª edição do evento multiesportivo, realizado em Yellowknife, Canadá entre os dias 9 e 15 de março.

## Territórios participantes
Nove territórios participaram desta edição do evento:
- Alasca
- Alberta
- Groenlândia
- Nunavut
- Quebec
- Lapónia
- Territórios do Noroeste
- Yamalo-Nenets
- Yukon

## Esportes
21 modalidades formaram o programa dos Jogos:
| - Badminton - Basquetebol - Biatlo - Biatlo Snowshoe - Esqui alpino - Esqui cross-country - Curling - Dene Games - Futsal - Inuit Games - Ginástica | - Hóquei no gelo - Lutas - Mushing - Patinação artística - Patinação de velocidade - Patinação de vel. em pista curta - Snowboard - Snowshoe - Tênis de mesa - Voleibol |

## Quadro de medalhas
| Ordem | País                    | Medalha de ouro | Medalha de prata | Medalha de bronze | Total |
| ----- | ----------------------- | --------------- | ---------------- | ----------------- | ----- |
| 1     | Alasca                  | 74              | 55               | 73                | 202   |
| 2     | Yamalo-Nenets           | 44              | 32               | 16                | 92    |
| 3     | Territórios do Noroeste | 34              | 41               | 36                | 111   |
| 4     | Alberta                 | 29              | 37               | 24                | 90    |
| 5     | Yukon                   | 26              | 25               | 30                | 81    |
| 6     | Nunavut                 | 15              | 27               | 25                | 67    |
| 7     | Groelândia              | 12              | 14               | 18                | 44    |
| 8     | Quebec                  | 9               | 7                | 8                 | 24    |
| 9     | Lapónia                 | 5               | 5                | 6                 | 16    |